# Beilschmiedia pellegrinii
Beilschmiedia pellegrinii är en lagerväxtart som beskrevs av Fouilloy & N. Halle. Beilschmiedia pellegrinii ingår i släktet Beilschmiedia och familjen lagerväxter. Inga underarter finns listade i Catalogue of Life.